# Граф Сифорт
Граф Сифорт — аристократический титул в пэрстве Шотландии и пэрстве Ирландии. Этот титул носили представители клана Маккензи (1623—1716, 1771—1781).

## История
Клан Маккензи ведёт своё происхождение от Колина из Кинтайла (ум. в 1278). В 1609 году Кеннет Маккензи, 12-й глава клана Маккензи, получил титул лорда Маккензи из Кинтайла. Его сын Колин Маккензи, который стал преемником отца в качестве 2-го лорда Маккензи в марте 1611 года, получил титул графа Сифорта в 1623 году.
В 1633 году после смерти Колина Маккензи его преемником стал сводный брат Джордж Маккензи, 2-й граф Сифорn (ум. 1651). В 1636—1646 годах Джордж Маккензи был попеременно то роялистом, то ковенантом. Впоследствии он находился вместе с Карлом II в Голландии, позднее был назначен государственным секретарём по делам Шотландии. Его внук Кеннет Маккензи, 4-й граф Сифорт, сохранил верность королю Якову II Стюарту и сопровождал его во Францию и во время кампании в Ирландии. В 1690 году Яков II Стюарт пожаловал Кеннету Маккензи титул маркиза Сифорта (якобитский пэр) и отправил его в Шотландию, приказав возглавить там восстание. Вскоре он был схвачен и заключён в тюрьму. Он был выпущен на свободу в 1697 году и скончался в Париже в январе 1701 года.
Его преемником стал сын Уильям Маккензи, 5-й граф Сифорт (ум. 1740), который в 1715 году присоединился к Якобитскому восстанию в Шотландии. Собрал 3-тысячный отряд и участвовал в битве при Шериффмур и был назначен генерал-лейтенантом северных графств. Он также принял участие в действиях якобитов в 1719 году, был ранен в битве при Глен-Шил. Еще в 1716 году 5-й граф Сифорт был лишён прав и титулов, а его имения были конфискованы. До своей смерти в январе 1740 года он был освобождён от ряда штрафов из-за своей измены, но его титулы так и не были восстановлены. Его сын Кеннет Маккензи, лорд Фортроз (ок. 1718—1761) помогал английским властям во время подавления Якобитского восстания 1745 года и дважды был депутатом Палаты общин.
Его сын Кеннет Маккензи (1744—1781) получил в 1766 году титулы барона Арделва и виконта Фортроза  (пэр Ирландии), а в 1771 году стал графом Сифортом (пэр Ирландии). В августе 1781 года после его смерти эти титулы пресеклись. В 1778 году Кеннет Маккензи сформировал 78-й полк шотландских горцев, позднее ставший Сифортским полком.
В 1797 году шотландский военный и политик Фрэнсис Маккензи (1754—1818) получил титулы лорда Сифорта , барона Маккензи из Кинтайла (графство Росс), став пэром Великобритании. Он был вторым сыном майора Уильяма Маккензи (ум. 1770) и внуком полковника Александра Маккензи, младшего сына Кеннета Маккензи, 4-го графа Сифорда. Все четыре сына лорда Сифорта скончались при жизни своего отца. Его дочь Фредерика Мэри Элизабет Маккензи (1783—1862) вторично вышла замуж за Джеймса Александра Стюарта-Маккензи (1784—1843), сына адмирала Кита Стюарта, третьего сына Александра Стюарта, 6-го графа Галлоуэй. Их внук Джеймс Стюарт-Маккензи (1847—1923) был военным, политиком и филантропом. В 1921 году для него был создан титул барона Сифорта  из замка Брахан (графство Росс и Кромарти). Он был бездетным, а титул угас после его смерти в 1923 году.

## Лорды Маккензи изКинтайла(1609)
- 1609—1611: Кеннет Маккензи, 1-й лорд Маккензи из Кинтайла (ок. 1569—1611), вождь клана Маккензи (1594—1611), старший сын и преемник Колина Маккензи из Кинтайла (ум. 1594)
- 1611—1633: Колин Маккензи, 2-й лорд Маккензи из Кинтайла (ум. 1633), старший сын предыдущего от первого брака, с 1623 года — граф Сифорт.

## Графы Сифорт (1623)
- 1623—1633: Колин Маккензи, 1-й граф Сифорт (умер 1633), вождь клана Маккензи (1611—1633), старший сын 1-го лорда Маккензи из Кинтайла от первого брака с Энн Росс
- 1633—1651: Джордж Маккензи, 2-й граф Сифорт (ум. 1651), вождь клана Маккензи (1633—1651), старший сын 1-го лорда Маккензи из Кинтайла от второго брака с Изабель Огилви
- 1651—1678: Кеннет Маккензи, 3-й граф Сифорт (1635—1678), вождь клана Маккензи (1651—1678), старший сын 2-го графа Сифорта
- 1678—1701: Кеннет Маккензи, 4-й граф Сифорт (8 декабря 1661 — февраль 1701), вождь клана Маккензи (1678—1701), старший сын 3-го графа Сифорта
- 1701—1716: Уильям Маккензи, 5-й граф Сифорт (ум. 1740), вождь клана Маккензи (1701—1740), старший сын 4-го графа Сифорта

## Графы Сифорт (1771)
- 1771—1781: Кеннет Маккензи, 1-й граф Сифорт (15 января 1744 — 27 августа 1781), вождь клана Маккензи (1761—1781), виконт Фортрос (1766—1781), сын Кеннета Маккензи, лорда Фортроса (1718—1761), и внук Уильяма Маккензи, 5-го графа Сифорта

## Бароны Сифорт (1797)
- 1797—1815: Фрэнсис Хамберстон Маккензи, 1-й барон Сифорт (9 июня 1754 — 11 января 1815), барон Сифорт (1797—1815), вождь клана Маккензи (1783—1815), второй сын Уильяма Маккензи (ум. 1770) и правнук Кеннета Маккензи, 4-го графа Сифорта.

## Бароны Сифорт (1921)
- 1921—1923: Джеймс Александр Хамберстон Фрэнсис Стюарт-Маккензи, 1-й барон Сифорт (9 ноября 1847 — 3 марта 1923), единственный сын Кита Уильяма Стюарт-Маккензи (1818—1881) и Ханны Шарлотты Хоуп-Вер (1816—1868).